# 阿尔特海姆 (奥地利)
阿尔特海姆（德語：Altheim）是奥地利上奥地利州因河畔布劳瑙县的一个市镇。总面积22.62平方公里，总人口4801人，人口密度212.2人/平方公里（2011年）。